# Gilgameš (opera)
Gilgameš (u njemačkoj verziji Gilgamesch), opera u tri čina Rudolfa Bruccija.

## Libreto
Prema sumersko-babilonskom Epu o Gilgamešu libreto napisao Arsenije Arsa Milošević.

## Praizvedba
Dana 2. studenog 1986., Novi Sad u Srpskom narodnom pozorištu

## Vrijeme i mjesto
Prostor i vrijeme događanja epa: u vrijeme vladavine kralja Gilgameša, u vrijeme nastanka čovječanstva, uvijek i svuda.

## Likovi i uloge
| Gilgameš           | sumerski kralj                                                    | bariton            |                               |
| Enkidu             | njegov prijatelj i pobratim                                       | tenor              |                               |
| Djevojka           | svećenica u hramu boginje Ištar                                   | sopran             |                               |
| Rišat              | Gilgamešova majka                                                 | mecosopran         |                               |
| Ištar              | sumerska boginja ljubavi i plodnosti                              | mecosopran         |                               |
| Siduri Sabitu      | čuvar ulaza u Vrt Bogova i njihova peharnica                      | koloraturni sopran |                               |
| Aruru              | sumerska boginja stvaranja                                        | sopran             |                               |
| Utnapištim         | Gilgamešov praotac                                                | duboki bas         |                               |
| Utnapištimova žena |                                                                   | mecosopran         |                               |
| Lovac Ur-Šanabi    | Utnapištimov brodar                                               | tenor              | jedan pjevač                  |
| I Svećenik         |                                                                   | tenor              |                               |
| II Svećenik        |                                                                   | bas                |                               |
| Anu Ea Šamaš       | sumerski bog Neba sumerski bog vode i mudrosti sumerski bog Sunca | bas                | jedan pjevač (preko zvučnika) |
| Čovjek Škorpion    |                                                                   | muški glas         |                               |
| Žena Škorpion      |                                                                   | ženski glas        |                               |
| Humbaba            | demon                                                             | robot              |                               |
| Zmija              |                                                                   | igračica           |                               |

narod – vojnici – stražari – svećenici – svećenice – djevice u službi Ištar – igračice

## Orkestar
- 3 Flauti, Piccolo Flauta, 2 Oboi, Corno Inglese, 2 Clarinetti (II muta in Eb Clarinetto), Clarinetto Basso (muta in Eb Clarinetto), 2 Fagotti
- 4 Corni in F, 3 Trombe in C, 3 Trobmoni, Tuba
- Timpani
- Percussioni:Tamburo, TomToms, Gran Cassa, 3 Cinelli, 4 Templblocks, Maracas, Triangolo, TamTam, Vibraphono, Xilophono, Campane, Frusta
- Celesta, Glockenspiel, Arpa
- I Violini, II Violini, Viole, Violoncelli, Contrabassi

## Vanjske poveznice
- Libreto
  - Libreto opere na sr.wikibooks.org[neaktivna poveznica]